# Farmacia de guardia (serie de televisión)
Farmacia de guardia es una serie de televisión española que se emitió en Antena 3 entre 1991 y 1995, los jueves, después del informativo de las nueve de la noche, que estaba ambientada en el día a día de una farmacia. Estaba protagonizada por Concha Cuetos, que interpretaba a Lourdes Cano, una farmacéutica separada, Carlos Larrañaga, Adolfo Segura (el exmarido de ésta) y dos de los hijos de la pareja: Kike (Miguel Ángel Garzón, el mayor) y Guille (Julián González). Actualmente ostenta el título de ser la serie más vista de la historia de España en cuota de pantalla, con una media del 48,5%.

## Argumento
El eje principal de la familia es la farmacéutica Lourdes Cano. Tiene tres hijos: Isabel, Guille y Quique y un exmarido hecho todo un donjuán: Adolfo Segura. Todos estos personajes prácticamente hacen su vida en la "rebotica".
Estos son los protagonistas principales pero aparece toda la gente del barrio de Madrid en el que se encuentra la farmacia: una pareja de la policía, las chicas del club de alterne del final de la calle ("La gata con botas"), los amigos de Guille y Quique, la auxiliar de la farmacia, el personal del bar de enfrente, los clientes habituales de la farmacia... A todos los une una estrecha relación de casi familia.

### Trama principal
A pesar de que Adolfo Segura y Lourdes Cano están separados hay algo entre ellos que hace que la situación no sea relajada cada vez que están al lado. A lo largo de las cinco temporadas uno y otro aparecen con varias parejas pero desde el principio se nota que no es eso lo que buscan, lo que realmente quieren es compartir la familia que hasta entonces habían tenido.

### Tramas secundarias
Hay varias historias secundarias que se desarrollan durante todos los capítulos:
- Quique y su novia María; junto con los amigos de ambos.
- Los amigos de Guille y sus primeras "amigas íntimas".
- Los romances del camarero Chencho con las distintas auxiliares de farmacia.
- La incompatibilidad de la pareja de policías.
- La historia de Fanny, una niña a la que su madre abandona y adopta la farmacéutica.
- Las historias de "La gata con botas", el club de alterne del barrio.

## Datos y fechas
La serie fue la primera de producción propia de la cadena televisiva Antena 3 y estaba dirigida por Antonio Mercero.
El 28 de diciembre de 1995 se emitió el último capítulo, de 50 min de duración, que alcanzó el 62,8 % de cuota de pantalla con 11.527.000 espectadores de media, y con un pico de audiencia en el minuto en el que Lourdes y Adolfo se casaban en los sueños de Fanny, que lo vieron 13.850.000 espectadores, convirtiéndose en el programa más visto de la televisión en España desde la llegada de las privadas en 1990 hasta la final de la primera edición de Operación Triunfo en 2002 y una de las dos series más vistas desde las privadas, junto con Médico de familia de Telecinco.
El 4 de enero de 2006 como homenaje a los 10 años del fin de la serie, se emitió un especial que incluía el capítulo 169 y un anuncio promocional de la serie que alcanzó a las 00:45 de la madrugada, 1.359.000 espectadores y un 25,6 % de cuota, con lo que superó en su horario a Los Serrano de Telecinco (18,7 %), Ruffus & Navarro Unplugged de La 1 (12,6 %) y Noche Hache de Cuatro (10 %). 
En noviembre de 2009, Antena 3 anunció que Farmacia de guardia volvía a la televisión, en el mismo plató y con el elenco original para un telefilme, dirigido en esta ocasión por Manuel Estudillo. Esta película fue uno de los platos fuertes que ofreció Antena 3 para conmemorar el 20 aniversario de la cadena de televisión.
El 10 de febrero de 2010 se estrenó la película especial de Farmacia de guardia, titulada La última guardia donde llegó a alcanzar 3.122.000 espectadores y un buen 16,2 % de porcentaje de audiencia, y quedando como segunda opción de la noche frente al nuevo ¡Más que baile! en Telecinco.
Durante ese mismo año y los anteriores la cadena del Grupo Antena 3, Nova emitía la serie durante las madrugadas llegando a conseguir más de un 12 % de cuota, en un canal que apenas superaba una media del 1 % por aquel entonces.
Al finalizar la segunda temporada en julio de 1993, a la semana siguiente se emitió un especial titulado La farmacia es una fiesta. En él Concha Cuetos y Carlos Larrañaga mostraban cómo se hace la serie y tomas falsas.
Al finalizar la serie, en enero de 1996 se emitió otro especial titulado Nuevas tomas falsas.

## Cronología
| Actor               | Personaje             | Temporadas | Temporadas | Temporadas | Temporadas | Temporadas |
| Actor               | Personaje             | 1          | 2          | 3          | 4          | 5          |
| ------------------- | --------------------- | ---------- | ---------- | ---------- | ---------- | ---------- |
| Concha Cuetos       | Lourdes Cano          | Principal  | Principal  | Principal  | Principal  | Principal  |
| Carlos Larrañaga    | Adolfo Segura         | Principal  | Principal  | Principal  | Principal  | Principal  |
| Maruchi León        | Pili Fernández        | Principal  | Recurrente |            |            |            |
| José Soriano        | Don Enrique Cano      | Principal  | Recurrente |            |            |            |
| Miguel Ángel Garzón | Kike Segura Cano      | Principal  | Principal  | Principal  | Principal  | Principal  |
| Julián González     | Guillermo Segura Cano | Principal  | Principal  | Principal  | Principal  | Principal  |
| África Gozalbes     | Reyes "Queen" Romero  |            | Principal  | Principal  | Principal  |            |
| Emma Ozores         | Sandra                | Recurrente | Recurrente | Recurrente | Recurrente | Principal  |
| Alicia Rozas        | Fani                  |            |            | Recurrente | Recurrente | Principal  |

| Actor                  | Personaje               | Temporadas | Temporadas | Temporadas | Temporadas | Temporadas |
| Actor                  | Personaje               | 1          | 2          | 3          | 4          | 5          |
| ---------------------- | ----------------------- | ---------- | ---------- | ---------- | ---------- | ---------- |
| Esperanza Grases       | Doña Paquita Vázquez    | Recurrente | Recurrente | Recurrente | Recurrente | Recurrente |
| Cesáreo Estébanez      | Sargento Romerales      | Recurrente | Recurrente | Recurrente | Recurrente | Recurrente |
| María Garralón         | María de la Encarnación | Recurrente | Recurrente | Recurrente | Recurrente | Recurrente |
| Iñaki Vallejo          | "Marmota"               | Recurrente | Recurrente | Recurrente | Recurrente | Recurrente |
| Miguel Ángel Valcárcel | "Piña"                  | Recurrente | Recurrente | Recurrente | Recurrente | Recurrente |
| Álvaro de Luna         | Carlos Vergara          | Recurrente | Recurrente | Recurrente |            |            |
| Ángel Pardo            | Chencho                 | Recurrente |            | Recurrente | Recurrente | Recurrente |
| Ángeles Macua          | Catalina                | Recurrente | Recurrente | Recurrente | Recurrente | Recurrente |
| Mercedes Alonso        | Begoña                  | Recurrente | Recurrente | Recurrente | Recurrente | Recurrente |
| Diana Salcedo          | Consuelito              | Invitado   | Invitado   | Recurrente | Recurrente | Recurrente |
| María Luisa Ponte      | Doña Rosa               | Recurrente | Recurrente |            |            |            |
| Luis Ciges             | Ricardo                 | Recurrente | Recurrente | Recurrente |            |            |
| Amparo Valle           | Amparo                  | Recurrente | Recurrente | Recurrente | Recurrente | Recurrente |
| Pepe Segura            | Leocadio                | Invitado   | Recurrente | Recurrente | Recurrente | Recurrente |
| José María Caffarel    | José María              |            |            | Recurrente | Recurrente | Recurrente |
| Eva Isanta             | Isabel Segura Cano      | Recurrente | Recurrente | Recurrente | Recurrente |            |
| María Adánez           | María                   |            | Recurrente | Recurrente |            |            |

## Personajes

### Principales
- Lourdes Cano (Concha Cuetos): Farmacéutica, dueña de la farmacia. Separada de Adolfo, tiene tres hijos: Isabel, Kike y Guille.
- Adolfo Segura (Carlos Larrañaga): Exmarido de Lourdes Cano, con la que mantiene una buena relación pese a los líos en que mete continuamente a la farmacéutica. Es adicto al juego y mujeriego, pero también un buen padre.
- Guillermo "Guille" Segura Cano (Julián González): Hijo pequeño de Lourdes y Adolfo. Es un niño simpático y muy travieso. Sus compañeros de aventuras, Piña y Marmota.
- Enrique "Kike" Segura Cano (Miguel Ángel Garzón): Hijo mayor de Lourdes y Adolfo. Estudia biología, ya que le encantan los animales y siempre lleva bichos a la farmacia y se preocupa por las causas ecologistas. Tuvo una larga relación con María.
- Don Enrique Cano (José Soriano): Capítulos 1-52. Padre de Lourdes y dueño de la Farmacia. Viudo hace años, colecciona ligues, especialmente mujeres extranjeras. Aparece sólo durante la primera temporada, al principio de la siguiente se dice que se ha ido a la Pampa argentina con su nueva novia.
- Pili Fernández (Maruchi León): Capítulos 1-53. Primera auxiliar de la farmacia, hasta que se marcha a Australia a casarse con su novio Adolfo Ponce (José Carlos Gómez). Era una chica muy ingenua que se hacía querer.
- Reyes "Queen" Romero (África Gozalbes): Capítulos 59-156. Segunda auxiliar de la farmacia, que llegó al puesto por casualidad cuando acudía a un casting de cantantes que habían organizado Kike y un amigo para su banda de rock. Andaluza y de carácter muy alegre, hizo muy buenas migas con toda la familia. Tuvo una relación con Chencho.
- Sandra (Emma Ozores): Chica de La gata con botas (local de alterne) y posteriormente auxiliar de farmacia en la última temporada. Tuvo un novio marroquí (Enrique Escudero) durante gran parte de la serie, aunque al final acabó con Chencho.
- Fani (Alicia Rozas): Niña que adopta la familia, después de que su madre sea detenida por estafa y acabe en la cárcel.

### Secundarios
- Doña Francisca (Paquita) Vázquez (Esperanza Grases): Clienta asidua de la farmacia, vive con su gato Alejandro II y en la última temporada se casa. Solía acudir a la farmacia en compañía de su amiga Doña Consuelito.
- María (María Adánez): Novia de Kike durante la segunda y tercera temporada.
- Sargento Romerales (Cesáreo Estébanez): Policía que usualmente patrulla en la zona de la farmacia.
- María de la Encarnación (María Garralón): Policía, compañera de patrulla de Romerales.
- Isabel Segura Cano (Eva Isanta): Hija de Lourdes y Adolfo, que vive en Canarias. Está casada con Marcelo y tiene una hija, Yaiza.
  - La última guardia (TV-movie de Farmacia de guardia): Eva Isanta / Sonia Villalba (Isabel), 2010. Eva Isanta interpretó a Isabel, la hija mayor de Adolfo (Carlos Larrañaga) y Lourdes (Concha Cuetos) que aparecía de manera esporádica por residir en Canarias. En la TV-movie que reunió a buena parte del elenco original quince años después del final de la serie faltaba ella: su personaje lo retomó Sonia Villalba. Inicialmente se había publicado que Isanta participaría, no sé si era erróneo o si se planteó en algún momento y luego no fue posible. Quizás el hecho de que la actriz trabaje para Telecinco (La que se avecina) tuvo algo que ver.
- Caco Senante (Juan Carlos Senante Mascareño): El marido de Isabel Segura Cano.
- "El Piña" (Miguel Ángel Valcárcel): Uno de los mejores amigos de Guille.
- "Marmota"(Iñaki Vallejo): Otro de los mejores amigos de Guille.
- Carlos Vergara (Álvaro de Luna): Profesor de Guille y novio de Lourdes durante un tiempo. Su relación despertaba los celos de Adolfo, que le apodaba "Calvorota".
- Chencho (Ángel Pardo): Al principio de la serie es el novio de Pili, y temporadas después reaparece y trabaja de camarero del bar de enfrente. Sale con Reyes y después con Sandra.
- Catalina (Ángeles Macua): Amiga de Lourdes, vidente que finge ser de Argentina, aunque avanzada la serie se revela que en realidad es de Logroño.
- Begoña (Mercedes Alonso): Amiga de Lourdes. Divorciada y adicta a las compras.
- Consuelito (Diana Salcedo): Clienta de la farmacia. Suele ir con Doña Paquita.
- Doña Rosa (María Luisa Ponte): Clienta de la farmacia. Siempre va con su marido Ricardo y es muy conservadora.
- Ricardo (Luis Ciges): Cliente de la farmacia, marido de Doña Rosa, la cual lo tiene dominado.
- José María (José María Caffarel): Cliente de la farmacia, un tanto gruñón y cascarrabias.
- Mariquilla (Amparo Moreno): Clienta de la farmacia obsesionada con su sobrepeso. Está continuamente haciendo "dietas milagro" y acude a la farmacia para ver los resultados.
- Amparo (Amparo Valle): Clienta de la farmacia, algo cotilla y maniática.
- Posidio (Luis Cuenca): Indigente del barrio que frecuenta la farmacia. Es alcohólico.
- Leocadio (Pepe Segura): Cliente de la farmacia, invidente y vendedor de cupones.
- Marcelo (Caco Senante): Marido de Isabel, ginecólogo de profesión y de origen canario.
- Cándida (Teresa Cortés): Propietaria del Barlovento, la cafetería que abren enfrente de la farmacia en las últimas temporadas.
- Óptimo (Germán Montaner): Marido de Cándida, dueño también del Barlovento.
- (Juana Cordero): Clienta de la farmacia, de aspecto desaliñado y siempre va acompañada de muchos perros.
- Otros secundarios habituales: Resu Morales, Ángela Capilla, Mercedes Aguirre, Jesús Guzmán, Luisa Fernanda Gaona, Paloma Cela, Silvia Casanova, Concha del Val (clientes); Juan Matute, Mariano Llorente y Paco Racionero (carteros).

### Estrellas invitadas
- Silvia Tortosa
- José Antonio Gavira
- Emilio Aragón
- Karmele Aranburu
- Fátima Baeza
- Amparo Baró
- Consuelo Berlanga
- Alicia Borrachero
- Jorge Cadaval
- Roberto Cairo
- Pepe Carabias
- Bartolomé Beltrán
- Manolo Caro
- Beatriz Carvajal
- Fedra Lorente
- Joaquín Climent
- Alberto Closas
- Manolo Codeso
- Regina Do Santos
- Fernando Fernán Gómez
- Marta Fernández Muro
- Antonio Ferrandis
- Lola Flores
- Lolita Flores
- Antonio Gamero
- José Luis Garci
- Saturnino García
- Ana Obregón
- Agustín González
- Vicente Haro
- Jesús Hermida
- José María Carrascal
- Nieves Herrero
- Ramón Langa
- Teresa Rabal
- Las Virtudes
- Silvia Marsó
- Javier Martín
- Rosa María Mateo
- Mercedes Milá
- Guillermo Montesinos
- Pepe Navarro
- Pepón Nieto
- Guillermo Ortega
- Sergio Pazos
- Pedro Peña
- María Pujalte
- María Rey
- Amparo Rivelles
- Marta Robles
- Pedro Ruiz
- Fernando Romay
- Pepe Rubianes
- José Sacristán
- Pedro Mari Sánchez
- Irma Soriano
- Rosa Valenty
- Víctor Valverde
- Luis Varela
- Pepe Viyuela
- Olga Viza
- Belinda Washington
- Leonor Watling
- Tomás Zori
- Juan Luis Galiardo

## Premios
- Premios Fotogramas de Plata:
  - 1993
    - Premio a la mejor actriz de televisión para Concha Cuetos.
    - Nominación en la misma categoría para María Luisa Ponte.
    - Nominación al mejor actor de televisión para Carlos Larrañaga.
- Premios Ondas:
  - 1992
    - Mejor serie nacional.
- Unión de Actores y Actrices:
  - 1993
    - Nominación en la categoría de mejor actriz principal de televisión (Concha Cuetos).
    - Nominación en la categoría de mejor actriz secundaria de televisión (Maruchi León).
    - Nominación en la categoría de mejor actor secundario de televisión (Cesáreo Estébanez).

  - 1994
    - Premio al mejor actor secundario de televisión (Cesáreo Estébanez).

  - 1995
    - Nominación en la categoría de mejor actriz principal de televisión (Concha Cuetos).
- TP de Oro:
  - 1991
    - Premio a la mejor serie nacional.
    - Premio a la mejor actriz principal (Concha Cuetos).
    - Nominación al mejor actor principal (Carlos Larrañaga).

  - 1992
    - Premio a la mejor serie nacional.
    - Premio a la mejor actriz principal (Concha Cuetos).
    - Premio al mejor actor principal (Carlos Larrañaga).

  - 1993
    - Premio a la mejor serie nacional.
    - Premio a la mejor actriz principal (Concha Cuetos).
    - Nominación al mejor actor principal (Carlos Larrañaga).

  - 1994
    - Premio a la mejor serie nacional.
    - Premio al mejor actor principal (Carlos Larrañaga).
    - Nominación a la mejor actriz principal (Concha Cuetos).

  - 1995
    - Nominación a la mejor serie nacional.
    - Nominación al mejor actor principal (Carlos Larrañaga).
    - Nominación a la mejor actriz principal (Concha Cuetos).
- Premio ADIRCAE 
  - 1993
    - Mejor serie de televisión.

## Episodios
| Temporada 1 (1991-1992) |                 |                                    |                          |
| (N.º) serie             | (N.º) temporada | Título                             | Fecha de emisión         |
| 1                       | 1               | «Farmacia de guardia»              | 19 de septiembre de 1991 |
| 2                       | 2               | «El señor pato»                    | 26 de septiembre de 1991 |
| 3                       | 3               | «El monopatín»                     | 3 de octubre de 1991     |
| 4                       | 4               | «Mi amiga la bruja»                | 10 de octubre de 1991    |
| 5                       | 5               | «Parejas de dos»                   | 17 de octubre de 1991    |
| 6                       | 6               | «La novia del abuelo»              | 24 de octubre de 1991    |
| 7                       | 7               | «Fórmula magistral»                | 31 de octubre de 1991    |
| 8                       | 8               | «La lotería de la suerte»          | 7 de noviembre de 1991   |
| 9                       | 9               | «Una noche agitada»                | 14 de noviembre de 1991  |
| 10                      | 10              | «El maletín»                       | 21 de noviembre de 1991  |
| 11                      | 11              | «Un novio formal»                  | 28 de noviembre de 1991  |
| 12                      | 12              | «Final de etapa»                   | 5 de diciembre de 1991   |
| 13                      | 13              | «El día de la madre»               | 12 de diciembre de 1991  |
| 14                      | 14              | «El último mamífero»               | 19 de diciembre de 1991  |
| 15                      | 15              | «Se busca a Papá Noel»             | 24 de diciembre de 1991  |
| 16                      | 16              | «Con un sorbito de champagne»      | 26 de diciembre de 1991  |
| 17                      | 17              | «¡Feliz año nuevo, puñetas!»       | 31 de diciembre de 1991  |
| 18                      | 18              | «Las camisetas»                    | 2 de enero de 1992       |
| 19                      | 19              | «El mono sin pelo»                 | 9 de enero de 1992       |
| 20                      | 20              | «Moras y cristianas»               | 16 de enero de 1992      |
| 21                      | 21              | «¿No es verdad ángel de amor...?»  | 23 de enero de 1992      |
| 22                      | 22              | «El mono con pelo»                 | 30 de enero de 1992      |
| 23                      | 23              | «Elixir de larga vida»             | 6 de febrero de 1992     |
| 24                      | 24              | «Enseñar al que no sabe»           | 13 de febrero de 1992    |
| 25                      | 25              | «Pelirrojas y coprolitos»          | 20 de febrero de 1992    |
| 26                      | 26              | «El señor de la limpieza»          | 27 de febrero de 1992    |
| 27                      | 27              | «Ponga un Adolfo en su vida»       | 5 de marzo de 1992       |
| 28                      | 28              | «¿Dónde vas Adolfo Ponce?»         | 12 de marzo de 1992      |
| 29                      | 29              | «Pim, pam, punk»                   | 19 de marzo de 1992      |
| 30                      | 30              | «Cartas de amor de unos conocidos» | 26 de marzo de 1992      |
| 31                      | 31              | «I love, you love, he loves»       | 2 de abril de 1992       |
| 32                      | 32              | «Cómo gustar a las chicas»         | 9 de abril de 1992       |
| 33                      | 33              | «La crisis del golfo»              | 16 de abril de 1992      |
| 34                      | 34              | «La sorpresa»                      | 23 de abril de 1992      |
| 35                      | 35              | «Nuevas sorpresas»                 | 30 de abril de 1992      |
| 36                      | 36              | «La llama ardiente del amor»       | 7 de mayo de 1992        |
| 37                      | 37              | «Diazepam, amor y celos»           | 14 de mayo de 1992       |
| 38                      | 38              | «¡Vaya petardo!»                   | 21 de mayo de 1992       |
| 39                      | 39              | «Las novias autonómicas»           | 28 de mayo de 1992       |
| 40                      | 40              | «Con la ayuda del cielo»           | 4 de junio de 1992       |
| 41                      | 41              | «Una aventura al año no hace daño» | 11 de junio de 1992      |
| 42                      | 42              | «Clavelitos»                       | 18 de junio de 1992      |
| 43                      | 43              | «Amiga por correspondencia»        | 25 de junio de 1992      |

| Temporada 2 (1992-1993) |                 |                                   |                          |
| (N.º) serie             | (N.º) temporada | Título                            | Fecha de emisión         |
| 44                      | 1               | «Música mientras trabaja»         | 17 de septiembre de 1992 |
| 45                      | 2               | «De pelo en pecho»                | 24 de septiembre de 1992 |
| 46                      | 3               | «El cilindrón»                    | 8 de octubre de 1992     |
| 47                      | 4               | «Alegría casi general»            | 15 de octubre de 1992    |
| 48                      | 5               | «Cuarto y mitad de chuletas»      | 22 de octubre de 1992    |
| 49                      | 6               | «Hijos putativos»                 | 29 de octubre de 1992    |
| 50                      | 7               | «Problema pendiente»              | 5 de noviembre de 1992   |
| 51                      | 8               | «Los inocentes»                   | 12 de noviembre de 1992  |
| 52                      | 9               | «Tres trescientos»                | 19 de noviembre de 1992  |
| 53                      | 10              | «La flor de las mancebas»         | 26 de noviembre de 1992  |
| 54                      | 11              | «A la vejez, viruelas»            | 3 de diciembre de 1992   |
| 55                      | 12              | «El pelotazo»                     | 10 de diciembre de 1992  |
| 56                      | 13              | «Una familia ejemplar»            | 17 de diciembre de 1992  |
| 57                      | 14              | «Esta noche es Nochebuena»        | 24 de diciembre de 1992  |
| 58                      | 15              | «Feliz salida y entrada»          | 31 de diciembre de 1992  |
| 59                      | 16              | «Buscando chica desesperadamente» | 7 de enero de 1993       |
| 60                      | 17              | «Para los amigos, Cuin»           | 14 de enero de 1993      |
| 61                      | 18              | «Tus amigos no te olvidan»        | 21 de enero de 1993      |
| 62                      | 19              | «Doble o nada»                    | 28 de enero de 1993      |
| 63                      | 20              | «Números calientes»               | 4 de febrero de 1993     |
| 64                      | 21              | «Vivan las novias»                | 11 de febrero de 1993    |
| 65                      | 22              | «Mucho morro y pocas nueces»      | 18 de febrero de 1993    |
| 66                      | 23              | «Besos y patatas fritas»          | 11 de marzo de 1993      |
| 67                      | 24              | «Fuera de la ley»                 | 25 de marzo de 1993      |
| 68                      | 25              | «Almas gemelas»                   | 1 de abril de 1993       |
| 69                      | 26              | «Si te he visto, no me acuerdo»   | 8 de abril de 1993       |
| 70                      | 27              | «El nuevo fichaje»                | 15 de abril de 1993      |
| 71                      | 28              | «Un paquete inesperado»           | 29 de abril de 1993      |
| 72                      | 29              | «Carnaval, carnaval»              | 6 de mayo de 1993        |
| 73                      | 30              | «Te amaré hasta que me harte»     | 13 de mayo de 1993       |
| 74                      | 31              | «El beso de la muerte»            | 20 de mayo de 1993       |
| 75                      | 32              | «Mariló de Cádiz»                 | 24 de mayo de 1993       |
| 76                      | 33              | «El rey del pájaro frito»         | 27 de mayo de 1993       |
| 77                      | 34              | «Los visitantes»                  | 3 de junio de 1993       |
| 78                      | 35              | «La partida de mus»               | 10 de junio de 1993      |
| 79                      | 36              | «¿Qué le pasa, doctor?»           | 17 de junio de 1993      |
| 80                      | 37              | «Campanas de boda»                | 24 de junio de 1993      |
| 81                      | 38              | «Chupi calabaza»                  | 1 de julio de 1993       |

| Temporada 3 (1993-1994) |                 |                                       |                          |
| (N.º) serie             | (N.º) temporada | Título                                | Fecha de emisión         |
| 82                      | 1               | «La farmacia es una fiesta»           | 23 de septiembre de 1993 |
| 83                      | 2               | «Los rivales»                         | 30 de septiembre de 1993 |
| 84                      | 3               | «No rompas esta cadena»               | 7 de octubre de 1993     |
| 85                      | 4               | «El regalo»                           | 14 de octubre de 1993    |
| 86                      | 5               | «El mejor amigo»                      | 21 de octubre de 1993    |
| 87                      | 6               | «El caso de la mano negra»            | 28 de octubre de 1993    |
| 88                      | 7               | «Reality show»                        | 4 de noviembre de 1993   |
| 89                      | 8               | «Tsu-yen paté»                        | 11 de noviembre de 1993  |
| 90                      | 9               | «Para adentro, Romerales»             | 18 de noviembre de 1993  |
| 91                      | 10              | «Instruir deleitando»                 | 25 de noviembre de 1993  |
| 92                      | 11              | «¿Cuándo nos casamos, Reyes?»         | 2 de diciembre de 1993   |
| 93                      | 12              | «Cómo una sílfide»                    | 9 de diciembre de 1993   |
| 94                      | 13              | «Cara o cruz»                         | 16 de diciembre de 1993  |
| 95                      | 14              | «Sor Aleluya»                         | 23 de diciembre de 1993  |
| 96                      | 15              | «Bombonas de Nochevieja»              | 30 de diciembre de 1993  |
| 97                      | 16              | «Al rey Melchor le duelen las muelas» | 6 de enero de 1994       |
| 98                      | 17              | «Con las manos en la caja»            | 13 de enero de 1994      |
| 99                      | 18              | «Elemental, querido Guiller»          | 20 de enero de 1994      |
| 100                     | 19              | «La próstata con perdón»              | 27 de enero de 1994      |
| 101                     | 20              | «Amor a la carta»                     | 3 de febrero de 1994     |
| 102                     | 21              | «Limpia, fija y da esplendor»         | 10 de febrero de 1994    |
| 103                     | 22              | «Empieza el espectáculo»              | 17 de febrero de 1994    |
| 104                     | 23              | «Operación Carapedo»                  | 24 de febrero de 1994    |
| 105                     | 24              | «Padre no hay más que uno»            | 14 de abril de 1994      |
| 106                     | 25              | «Hogar, dulce hogar»                  | 21 de abril de 1994      |
| 107                     | 26              | «Café Barlovento»                     | 28 de abril de 1994      |
| 108                     | 27              | «Postales para Fani»                  | 5 de mayo de 1994        |
| 109                     | 28              | «Huyendo de la quema»                 | 12 de mayo de 1994       |
| 110                     | 29              | «El apagón»                           | 19 de mayo de 1994       |
| 111                     | 30              | «Todo es un circo»                    | 26 de mayo de 1994       |
| 112                     | 31              | «La venganza de Carapedo»             | 2 de junio de 1994       |
| 113                     | 32              | «Un momento de debilidad»             | 9 de junio de 1994       |
| 114                     | 33              | «Marmota se enamora»                  | 16 de junio de 1994      |
| 115                     | 34              | «No sufras, capullo»                  | 23 de junio de 1994      |
| 116                     | 35              | «El examen de Kike»                   | 30 de junio de 1994      |
| 117                     | 36              | «La samba del tronco»                 | 7 de julio de 1994       |
| 118                     | 37              | «El hombre bastante invisible»        | 14 de julio de 1994      |

| Temporada 4 (1994-1995) |                 |                                      |                          |
| (N.º) serie             | (N.º) temporada | Título original                      | Fecha de emisión         |
| 119                     | 1               | «Secretos de familia»                | 22 de septiembre de 1994 |
| 120                     | 2               | «El amor es un ring»                 | 29 de septiembre de 1994 |
| 121                     | 3               | «Mis dos novios»                     | 6 de octubre de 1994     |
| 122                     | 4               | «El negro de la trompeta de oro»     | 13 de octubre de 1994    |
| 123                     | 5               | «Poesías en la farmacia»             | 20 de octubre de 1994    |
| 124                     | 6               | «Zafarrancho de combate»             | 27 de octubre de 1994    |
| 125                     | 7               | «El forúnculo»                       | 3 de noviembre de 1994   |
| 126                     | 8               | «Para ser conductor de primera»      | 10 de noviembre de 1994  |
| 127                     | 9               | «Con un par»                         | 17 de noviembre de 1994  |
| 128                     | 10              | «El invitado silencioso»             | 24 de noviembre de 1994  |
| 129                     | 11              | «Defensa personal»                   | 1 de diciembre de 1994   |
| 130                     | 12              | «Malos tiempos para la lírica»       | 8 de diciembre de 1994   |
| 131                     | 13              | «Los autómatas»                      | 15 de diciembre de 1994  |
| 132                     | 14              | «Felices Pascuas, licenciada Cano»   | 24 de diciembre de 1994  |
| 133                     | 15              | «Pavo con castañas»                  | 29 de diciembre de 1994  |
| 134                     | 16              | «¿Qué has pedido a los Reyes Magos?» | 5 de enero de 1995       |
| 135                     | 17              | «Un negocio muy perro»               | 12 de enero de 1995      |
| 136                     | 18              | «El adminículo»                      | 19 de enero de 1995      |
| 137                     | 19              | «No se lo digas a nadie»             | 26 de enero de 1995      |
| 138                     | 20              | «Los principiantes»                  | 2 de febrero de 1995     |
| 139                     | 21              | «No te bebas la vida»                | 9 de febrero de 1995     |
| 140                     | 22              | «Las apariencias engañan»            | 16 de febrero de 1995    |
| 141                     | 23              | «Aquí hay vampiros»                  | 23 de febrero de 1995    |
| 142                     | 24              | «Un problema de la leche»            | 2 de marzo de 1995       |
| 143                     | 25              | «Los impolutos»                      | 9 de marzo de 1995       |
| 144                     | 26              | «La huelga de Fani»                  | 16 de marzo de 1995      |
| 145                     | 27              | «Número equivocado»                  | 23 de marzo de 1995      |
| 146                     | 28              | «Carita de ángel»                    | 30 de marzo de 1995      |
| 147                     | 29              | «Con la música a otra parte»         | 13 de abril de 1995      |
| 148                     | 30              | «Fifty-fifty»                        | 27 de abril de 1995      |
| 149                     | 31              | «Vas a ser padre, Chencho»           | 4 de mayo de 1995        |
| 150                     | 32              | «Flor o fusil»                       | 11 de mayo de 1995       |
| 151                     | 33              | «Madre no hay más que una»           | 18 de mayo de 1995       |
| 152                     | 34              | «El tupé ilustrado»                  | 25 de mayo de 1995       |
| 153                     | 35              | «El as de bastos»                    | 1 de junio de 1995       |
| 154                     | 36              | «Viaje a Ibiza para dos»             | 8 de junio de 1995       |
| 155                     | 37              | «La boda de Adolfo»                  | 15 de junio de 1995      |
| 156                     | 38              | «Ni contigo ni sin ti»               | 22 de junio de 1995      |
| 157                     | 39              | «Sublime indecisión»                 | 29 de junio de 1995      |

| Temporada 5 (1995) |                 |                                    |                          |
| (N.º) serie        | (N.º) temporada | Título                             | Fecha de emisión         |
| 158                | 1               | «Una gata en la farmacia»          | 21 de septiembre de 1995 |
| 159                | 2               | «Fani vuelve a casa»               | 5 de octubre de 1995     |
| 160                | 3               | «Dos hombres solos»                | 12 de octubre de 1995    |
| 161                | 4               | «Se dan clases particulares»       | 19 de octubre de 1995    |
| 162                | 5               | «Una mejor que dos»                | 26 de octubre de 1995    |
| 163                | 6               | «A mí no me puede tocar»           | 9 de noviembre de 1995   |
| 164                | 7               | «Y comieron perdices»              | 16 de noviembre de 1995  |
| 165                | 8               | «Lo tuyo es puro teatro»           | 23 de noviembre de 1995  |
| 166                | 9               | «Salvación total»                  | 30 de noviembre de 1995  |
| 167                | 10              | «Cero negativo»                    | 7 de diciembre de 1995   |
| 168                | 11              | «El síndrome de Peter Pan»         | 14 de diciembre de 1995  |
| 169                | 12              | «Los dos patitos y la niña bonita» | 21 de diciembre de 1995  |
| 170                | 13              | «La voz de la noche»               | 28 de diciembre de 1995  |
| —                  | —               | «Nuevas tomas falsas»              | 4 de enero de 1996       |

### Opening y logotipo
La serie fue estrenade en 1991, cuando antena 3 tenía su primer logotipo. 
En septiembre de 1992, después de que la cadena fuera adquirida por Antonio Asensio, el logotipo del Canal había sido cambiado. 
Sin embargo la segunda temporada ya empezada, mantuvo el logo anterior hasta el episodios "La flor de las mancebas".
A partir de las reposiciones (con excepción del capítulo 1), el opening fue editado para quitar el viejo logotipo.
Para las reposiciones en TV digital,el opening empieza cortado en algunos capítulos por no mostrar ningún logo.
En Plataformas como Netflix, se ha descubierto que algunos de estos primeros episodios conservan el primer logo como también los episodios editados o con el segundo logo del canal.

### Telefilm (2010)
1. La última guardia - 10 de febrero de 2010.